# Diocesi di Masvingo
La diocesi di Masvingo (in latino Dioecesis Masvingensis) è una sede della Chiesa cattolica in Zimbabwe suffraganea dell'arcidiocesi di Bulawayo. Nel 2021 contava 246.000 battezzati su 2.017.000 abitanti. È retta dal vescovo Raymond Tapiwa Mupandasekwa, C.SS.R.

## Territorio
La diocesi comprende l'intera provincia di Masvingo e parte dei distretti di Gwanda e Beitbridge nella provincia del Matabeleland Meridionale in Zimbabwe.
Sede vescovile è la città di Masvingo, dove si trova la cattedrale dei Santi Pietro e Paolo.
Il territorio è suddiviso in 29 parrocchie.

## Storia
La diocesi è stata eretta il 9 febbraio 1999 con la bolla Ad aptius di papa Giovanni Paolo II, ricavandone il territorio dalla diocesi di Gweru.

## Cronotassi dei vescovi
Si omettono i periodi di sede vacante non superiori ai 2 anni o non storicamente accertati.
- Michael Dixon Bhasera (9 febbraio 1999 - 19 luglio 2022 dimesso)[1]
- Raymond Tapiwa Mupandasekwa, C.SS.R., dal 15 settembre 2023

## Statistiche
La diocesi nel 2021 su una popolazione di 2.017.000 persone contava 246.000 battezzati, corrispondenti al 12,2% del totale.
| anno | popolazione | popolazione | popolazione | presbiteri | presbiteri | presbiteri | presbiteri                | diaconi | religiosi | religiosi | parrocchie |
| anno | battezzati  | totale      | %           | numero     | secolari   | regolari   | battezzati per presbitero | diaconi | uomini    | donne     | parrocchie |
| ---- | ----------- | ----------- | ----------- | ---------- | ---------- | ---------- | ------------------------- | ------- | --------- | --------- | ---------- |
| 1999 | 102.000     | 1.180.000   | 8,6         | 43         | 27         | 16         | 2.372                     |         | 26        | 132       | 14         |
| 2000 | 134.862     | 1.200.000   | 11,2        | 35         | 23         | 12         | 3.853                     |         | 18        | 87        | 18         |
| 2001 | 142.507     | 1.284.045   | 11,1        | 36         | 24         | 12         | 3.958                     |         | 18        | 102       | 18         |
| 2002 | 150.918     | 1.385.000   | 10,9        | 36         | 27         | 9          | 4.192                     |         | 13        | 101       | 18         |
| 2003 | 160.918     | 1.231.982   | 13,1        | 37         | 28         | 9          | 4.349                     |         | 13        | 101       | 18         |
| 2004 | 181.234     | 1.312.484   | 13,8        | 36         | 28         | 8          | 5.034                     |         | 12        | 97        | 19         |
| 2007 | 215.500     | 1.504.000   | 14,3        | 46         | 41         | 5          | 4.684                     |         | 9         | 99        | 23         |
| 2013 | 255.000     | 1.670.000   | 15,3        | 50         | 48         | 2          | 5.100                     |         | 7         | 99        | 23         |
| 2016 | 229.676     | 1.886.249   | 12,2        | 47         | 46         | 1          | 4.886                     |         | 4         | 86        | 25         |
| 2019 | 239.000     | 1.959.215   | 12,2        | 49         | 49         |            | 4.877                     |         | 3         | 80        | 28         |
| 2021 | 246.000     | 2.017.000   | 12,2        | 56         | 56         |            | 4.392                     |         | 2         | 83        | 29         |